# Xystos
- Græsk for overdækket søjlegang i oldtidens græske gymnasier. Blev brugt til fægtning, gymnastik med mere.
- Korsgang i et kloster.